# ダイアナ・ウィンヤード
ダイアナ・ウィンヤード（Diana Wynyard, CBE、1906年1月16日 - 1964年5月13日)は、イギリスの女優である。

## 生涯
1906年1月16日、ロンドン南部のルイシャムでドロシー・イゾベル・コックス(Dorothy Isobel Cox)として生まれた。
リバプールのリバプール・レパートリー劇団とロンドンのハミルトン・ディーン・レパートリー劇団で舞台に立った後、渡米してブロードウェイの舞台に立ち、1932年の『怪僧ラスプーチン』でバリモア三兄弟（ライオネル、エセル、ジョン）と共演した。この舞台の映画化作品にも出演した。
1933年、フォックス・フィルムは、大ヒットした舞台劇『カヴァルケード』を映画化するに当たり、ウィンヤードを主役に起用した。この作品で、ウィンヤードはイギリス人女優では初めてアカデミー主演女優賞にノミネートされた。その後、『ウィーンの再会』（1933年）でジョン・バリモアの相手役を演じるなど、ハリウッドで数本の映画に出演した後、イギリスに戻った。
帰国後は映画への出演はせず舞台に専念し、クレマンス・デイン作『ワイルド・ディセンバー』（シャーロット・ブロンテ役）、『スウィート・アロエ』、ノエル・カワード作『生活の設計』の初演（ジルダ役）などに出演した。
1939年、ブライアン・デズモンド・ハースト監督の"On the Night of the Fire"でラルフ・リチャードソンの相手役として映画に復帰した。パトリック・ハミルトンの同名の戯曲を初めて映画化した1940年の『ガス燈』でヒロインを演じ、この作品はウィンヤードの代表作となった。1941年には、"Freedom Radio"でクライヴ・ブルックと、"The Prime Minister"でジョン・ギールグッドと、"Kipps"でマイケル・レッドグレイヴと共演した。"Kipps"の監督を務めたキャロル・リードとは1943年に結婚した。

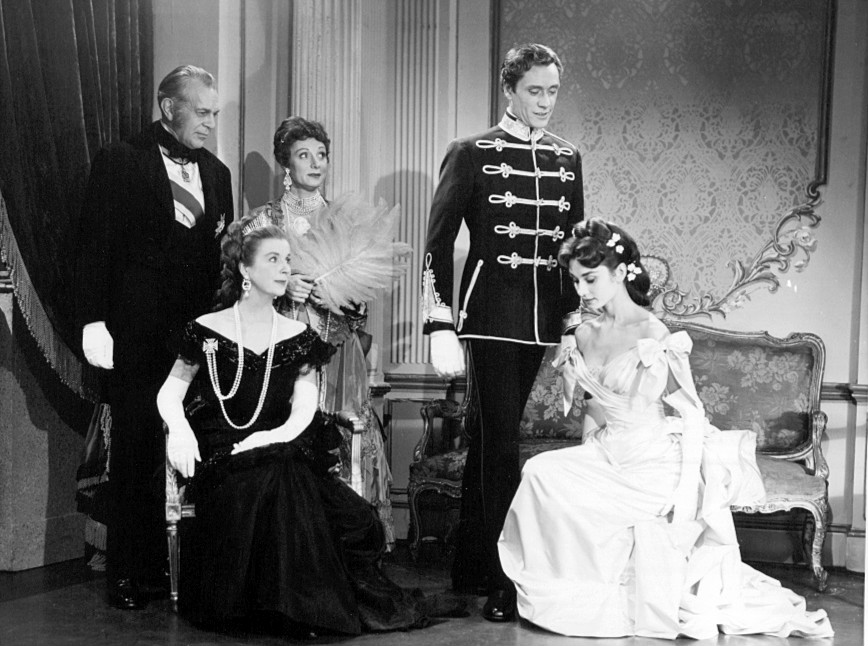
1957年のテレビドラマ『マイヤーリング』より。左からレイモンド・マッセイ、ウィンヤード（着席）、ジュディス・イヴリン、メル・ファーラー、オードリー・ヘプバーン（着席）。

第二次世界大戦後は舞台の世界でより活躍するようになり、ストラトフォードのロイヤル・シェイクスピア・シアター、ロンドンのウェスト・エンド・シアター、およびオーストラリア公演でシェイクスピア劇の主要な役を務めた。1948年から1952年にかけて、『ヴェニスの商人』のポーシャ、『ハムレット』のガートルード、『マクベス』のマクベス夫人、『じゃじゃ馬ならし』のキャタリーナ、『オセロー』のデズデモーナ、『ヘンリー八世』の王妃キャサリン、『冬物語』のハーマイオニ、『空騒ぎ』のベアトリスを演じた。これらは、友人のペギー・アシュクロフトの跡を継いだものである。1948年、『マクベス』を演じているときに躓いて約1.5メートルの高さの舞台から落下したが、演技は続けた。またこの時期には、テネシー・ウィリアムズの『カミノ・レアル』のイギリスでの上演など、現代の作家の作品でも成功を収めた。
一方で映画は、オスカー・ワイルドの戯曲を原作としたアレクサンダー・コルダ監督の作品『理想の夫』（1947年）で主役チルターンの妻ガートルードを演じた他は、脇役での出演のみとなり、『トム・ブラウンの学生時代』（1951年）や『日のあたる島』（1957年）など、その多くは母親役だった。オードリー・ヘプバーン主演のアメリカのテレビ映画『マイヤーリング』（1957年）ではオーストリア皇后エリーザベトを演じた。1958年には、ウェスト・エンド・シアターでN・C・ハンター作の"A Touch of the Sun"に出演した。
1953年、大英帝国勲章コマンダー(CBE)に叙せられた。
1964年5月13日、マイケル・レッドグレイヴやマギー・スミスらとともにロイヤル・ナショナル・シアターでの舞台"The Master Builder"の稽古期間中に、ロンドンのホルボーンで腎臓病により死去した。セリア・ジョンソンがウィンヤードの代役を務めた。1964年3月にテレビドラマ"The Man in the Panama Hat"の収録をしており、同年5月に放送予定だったが、その前にウィンヤードが死去したため、放送が同年9月21日まで延期された。

## 私生活
1943年2月3日にイギリスの映画監督キャロル・リードと結婚したが、1947年8月に離婚した。その後、1951年にハンガリー出身の医師Tibor Csatoと結婚したが、1958年に離婚した。

## 出演歴

### 映画
| 年   | 作品名                                          | 役名                    | 備考                                                      |
| ---- | ----------------------------------------------- | ----------------------- | --------------------------------------------------------- |
| 1932 | 怪僧ラスプーチン Rasputin and the Empress       | Princess Natasha        |                                                           |
| 1933 | カヴァルケード Cavalcade                        | Jane Marryot            | アカデミー主演女優賞ノミネート 邦題は『大帝国行進曲』とも |
| 1933 | 男子戦わざる可らず Men Must Fight               | Laura Mattson Seward    | 主演                                                      |
| 1933 | ウィーンの再会 Reunion in Vienna                | Elena Krug              | 主演 邦題は『維納の再会』とも                             |
| 1934 | Where Sinners Meet                              | Anne                    | 主演                                                      |
| 1934 | Let's Try Again                                 | Alice Overton           | 主演                                                      |
| 1934 | 女は求む One More River                         | Clare Corven            | 主演                                                      |
| 1939 | On the Night of the Fire                        | Kit Kobling             | 主演                                                      |
| 1940 | ガス燈 Gaslight                                 | Bella Mallen            | 主演                                                      |
| 1941 | Freedom Radio                                   | Irena Roder             | 主演                                                      |
| 1941 | The Prime Minister                              | Mary Disraeli           | 主演                                                      |
| 1941 | Kipps                                           | Helen Walshingham       | 主演                                                      |
| 1947 | 理想の夫 An Ideal Husband                       | Gertrude, Lady Chiltern |                                                           |
| 1951 | トム・ブラウンの学生時代 Tom Brown's Schooldays | Mrs Thomas Arnold       |                                                           |
| 1956 | The Feminine Touch                              | Matron                  |                                                           |
| 1957 | 日のあたる島 Island in the Sun                  | Mrs. Fleury             |                                                           |
| 1957 | マイヤーリング Mayerling                        | The Empress Elizabeth   | テレビ映画                                                |

### 舞台
主な作品
| 年   | 作品名                          | 作者                         | 役名 |
| ---- | ------------------------------- | ---------------------------- | ---- |
| 1929 | Sorry You've Been Troubled      | ウォルター・C・ハケット      |      |
| 1931 | Lean Harvest                    | ロナルド・ジーンズ           |      |
| 1937 | ピグマリオン Pygmalion          | ジョージ・バーナード・ショー |      |
| 1942 | ラインの監視 Watch on the Rhine | リリアン・ヘルマン           |      |
| 1945 | The Wind of Heaven              | エムリン・ウィリアムズ       |      |
| 1957 | カミノ・レアル Camino Real      | テネシー・ウィリアムズ       |      |
| 1958 | A Touch of the Sun              | N・C・ハンター               |      |